# Álvaro Amaral Netto
Álvaro Fernandes do Amaral Netto (Chamusca, 25 de Maio de 1903 — Lisboa, 14 de Março de 1971) foi um poeta, prosador, jornalista, regionalista e investigador da História da Chamusca.
Filho de Benjamim Pereira do Amaral Netto e de Luísa Rosa Fernandes, desde muito novo Álvaro Netto revelou vocação para a escrita. As primeiras poesias que lhe são conhecidas foram publicadas no Correio da Estremadura, em 1921. Ainda estudante liceal, foi redactor da Voz da Academia. Em 1923, foi editor e redactor do jornal Soadas do Cabaceiro e, no ano seguinte, director, editor e único redactor de Palavras da Mocidade.
Após uma passagem pela universidade, radicou-se na sua terra natal, a Chamusca, como ajudante de notário de seu pai. Em 1928, fundou a revista trimestral Chamusca Nova, da qual foi também director. Em Março de 1932, lançou uma nova revista, Terra Branca, e em Outubro do mesmo ano publica, juntamente com José Girão da Fonseca e César Castelão, o semanário regionalista independente O Alto Ribatejo.
Por motivos profissionais, Álvaro Netto passou, entretanto, a residir em Lisboa, onde funda com um grupo de amigos a quem o ligavam os mesmos interesses a Casa do Ribatejo e, sob a sua direcção, a revista Ribatejo.
Álvaro Netto foi um pesquisador sério e atento da história da Chamusca, recolhendo elementos e testemunhos, e redigindo apontamentos que ainda hoje servem de suporte para outras investigações.

## Obra publicada
- Subsídios para o estudo do início do aproveitamento agrícola do solo chamusquense e de algumas das suas produções mais notáveis, Boletim da Junta Geral do Distrito de Santarém, nº.43 (1936);
- Chamusca, trabalho sobre o concelho, inserido na obra do Dr. Francisco Câncio, Ribatejo Histórico e Monumental (1939);
- Os vinhos da Chamusca e o seu prestígio antigo, série de artigos inseridos no Correio da Estremadura (1939);
- Os primitivos portos do Médio Tejo e a importância do seu comércio fluvial, Boletim da Junta de Província do Ribatejo, n.º 1 (1937/40);
- Touros, toureiros e touradas da Chamusca antiga e moderna, apêndice à Festa Brava do Dr. Francisco Câncio (1941);
- A Ponte da Chamusca e as suas efemérides mais notáveis, opúsculo editado aquando da inauguração do busto do Dr. João Joaquim Isidro dos Reis no Parque Municipal da Chamusca (1956);
- Brasas da Minha Lareira, livro de poemas ribatejanos, prefaciado pela poetisa chamusquense Maria de Carvalho, numa edição da Livraria Portugal (1956).